# Referenzellipsoid
Ein Referenzellipsoid ist ein Ellipsoid, das als Bezugssystem zur Berechnung von Vermessungsnetzen oder der direkten Angabe geografischer Koordinaten dient. Die Rotationsachse (kleinere Achse) des Ellipsoids zeigt in Richtung der Erdachse, um die Abplattung der Erde an den Polen zu modellieren. Das Ellipsoid soll als mathematische Erdfigur die Fläche konstanter Höhe (siehe Geoid) annähern, wobei die historische Entwicklung von regionaler Gradmessung zu globaler Ausgleichung des Schwerefeldes ging.

## Geschichte
Als wissenschaftlich anerkanntes Erdmodell galt bereits seit der griechischen Naturphilosophie die Erdkugel. Erste Zweifel an der genauen Kugelgestalt tauchten im 17. Jahrhundert auf; um 1680 konnte Isaac Newton in einem Disput mit Giovanni Domenico Cassini und der Pariser Akademie theoretisch beweisen, dass die Erdrotation eine Abplattung an den Polen und nicht am Äquator verursachen müsse (siehe verlängertes Ellipsoid). Die Landesvermessung Frankreichs durch Philippe de La Hire und Jacques Cassini (1683–1718) ließ zunächst noch das Gegenteil vermuten. Der empirische Nachweis gelang erst Mitte des 18. Jahrhunderts durch Pierre Bouguer und Alexis-Claude Clairaut, als die Messungen der Expeditionen nach Peru (heutiges Ecuador) und Lappland (1735–1741) zweifelsfrei ausgewertet waren. Diese erste präzise Gradmessung führte auch zur Definition des Meters als 10-millionster Teil des Erdquadranten, das allerdings infolge unvermeidlicher kleiner Messfehler um 0,022 % „zu kurz“ wurde.
Im 19. Jahrhundert begannen sich zahlreiche Mathematiker und Geodäten mit der Bestimmung der Ellipsoiddimensionen zu befassen. Die ermittelten Werte des Äquatorradius variierten noch zwischen 6376,9 km (Jean-Baptiste Joseph Delambre 1810) und 6378,3 km (Clarke 1880), während das weithin akzeptierte Bessel-Ellipsoid 6377,397 km ergab (der moderne Bezugswert beträgt 6378,137 km). Dass die Differenzen die damalige Messgenauigkeit um das Fünffache übertrafen, liegt an der Lage der einzelnen Vermessungsnetze auf verschieden gekrümmten Regionen der Erdoberfläche (siehe Lotabweichung).
Die Werte der Erdabplattung variierten hingegen weniger – zwischen 1:294 und 1:308, was ±0,5 km in der Polachse bedeutet. Hier lag Bessels Wert (1:299,15) bei weitem am besten. Durch immer größere Vermessungsnetze „pendelte“ sich das Ergebnis im 20. Jahrhundert auf etwa 1:298,3 ein (Friedrich Robert Helmert 1906, Feodossi Krassowski 1940), was 21,4 km Differenz zwischen Äquator- und Polachse entspricht, während das Hayford-Ellipsoid mit 1:297,0 durch die Art der geophysikalischen Reduktion deutlich aus der Reihe fiel. Durch den großen US-Einfluss nach dem Zweiten Weltkrieg wurde es dennoch als Basis des ED50-Referenzsystems gewählt, während der „Ostblock“ die Krassowski-Werte zur Norm nahm. Letztere wurden in den 1970ern durch das Satelliten-Weltnetz und globale Multilateration (Laufzeitmessungen an Signalen von Quasaren und geodätischen Satelliten) als die besseren bestätigt.

## Referenzellipsoide in der Praxis
Referenzellipsoide werden von Geodäten für Berechnungen auf der Erdoberfläche benutzt und sind auch für andere Geowissenschaften das häufigste Bezugssystem. Jede regionale Verwaltung und Landesvermessung eines Staates benötigt ein solches Referenzellipsoid, um
- ein staatliches Vermessungsnetz zu schaffen (Netzausbreitung),
- genaue Karten herzustellen und die Staatsgrenzen eindeutig festzulegen,
- die Lage und Form aller Grundstücke und Gebäude berechnen zu können
- und mit einigen tausend sogenannter Festpunkte des Vermessungsnetzes (Triangulation etc.) die Grenzpunkte und sonstige Rechte (Grundbuch etc.) zu garantieren.
- Seit etwa 1985 wird dieses „Kataster“ auch durch digitale Informationssysteme (Geoinformationssystem, Landinformationssystem, Umweltinformationssystem usw.) ergänzt, die sich ebenfalls auf das Bezugsellipsoid des Landes stützen.

## Referenzellipsoide in der Theorie
Da die physikalische Erdfigur, das Geoid, durch die Unregelmäßigkeiten von Erdoberfläche und Schwerefeld leichte Wellen aufweist, sind Berechnungen auf einer geometrisch definierten Erdfigur viel einfacher. Die zu vermessenden Objekte werden senkrecht auf das Ellipsoid projiziert und können dann kleinräumig sogar wie in einer Ebene betrachtet werden. Dafür wird z. B. ein Gauß-Krüger-Koordinatensystem verwendet.
Mit der Höhe {\displaystyle h} wird der Abstand zum Ellipsoiden angegeben, senkrecht zu dessen Oberfläche. Diese Senkrechte unterscheidet sich allerdings um die sog. Lotabweichung von der wirklichen Lotrichtung, wie sie ein Schnurlot darstellen würde. Bei Vermessungen, die genauer sein sollen als einige Dezimeter pro Kilometer, muss dieser Effekt berechnet und die Messungen um ihn reduziert werden. Die Lotabweichung kann in Mitteleuropa je nach Gelände und Geologie 10–50″ betragen und bewirkt einen Unterschied zwischen astronomischer und ellipsoidischer Länge und Breite ({\displaystyle \lambda } bzw. {\displaystyle \varphi }).
Siehe auch: Geodätische Hauptaufgabe

### Umrechnung in geozentrische kartesische Koordinaten
In einem geozentrischen rechtwinkligen Bezugssystem, dessen Ursprung im Mittelpunkt des Rotationsellipsoids liegt und in Richtung der Rotationsachse ({\displaystyle Z}) sowie des Nullmeridians ({\displaystyle X}) ausgerichtet ist, gilt dann
{\displaystyle {\begin{aligned}X&=(N_{\varphi }+h)\cos \varphi \cdot \cos \lambda \\Y&=(N_{\varphi }+h)\cos \varphi \cdot \sin \lambda \\Z&=(N_{\varphi }(1-\varepsilon ^{2})+h)\sin \varphi \end{aligned}}}
mit
- {\displaystyle a} – große Halbachse (Parameter des Referenzellipsoids)
- {\displaystyle b} – kleine Halbachse (Parameter des Referenzellipsoids)
- {\displaystyle \varepsilon ={\frac {\sqrt {a^{2}-b^{2}}}{a}}} – numerische Exzentrizität
- {\displaystyle N_{\varphi }={\frac {a}{\sqrt {1-\varepsilon ^{2}\sin ^{2}\varphi }}}\,\!} – Krümmungsradius des Ersten Vertikals, d. h. der Abstand des Lotfußpunktes vom Schnittpunkt des verlängerten Lots mit der Z-Achse.

### Berechnung vonφ,λundhaus kartesischen Koordinaten
Die ellipsoidische Länge {\displaystyle \lambda } kann exakt bestimmt werden als
{\displaystyle \lambda =\arctan \left[{\frac {Y}{X}}\right]}
Bei gegebenem {\displaystyle \varphi } ergibt sich die Höhe {\displaystyle h} als
{\displaystyle h={\frac {\sqrt {X^{2}+Y^{2}}}{\cos \varphi }}-N_{\varphi }}
Obwohl diese Beziehung exakt ist, bietet sich die Formel
{\displaystyle h\approx {\sqrt {X^{2}+Y^{2}}}\cdot \cos \varphi +Z\sin \varphi -a^{2}/N_{\varphi }}
eher für praktische Berechnungen an, da der Fehler
{\displaystyle \Delta h\approx {\frac {1}{2}}(h+{\sqrt {X^{2}+Y^{2}}})(\Delta \varphi )^{2}}
nur quadratisch vom Fehler in {\displaystyle \varphi } abhängt. Das Ergebnis ist somit um einige Größenordnungen genauer.
Für die Berechnung von {\displaystyle \varphi } muss auf Näherungsverfahren zurückgegriffen werden. Aufgrund der Rotationssymmetrie wird das Problem in die X-Z-Ebene verlegt ({\displaystyle \lambda =0}). Für den allgemeinen Fall wird dann {\displaystyle X} durch {\displaystyle {\sqrt {X^{2}+Y^{2}}}} ersetzt.

Ellipse mit Krümmungskreis. Die Länge der grünen Strecke beträgt.

Das Lot des gesuchten Punktes {\displaystyle (X,Z)} auf die Ellipse hat den Anstieg {\displaystyle \tan \varphi }. Das verlängerte Lot geht durch den Mittelpunkt M des Krümmungskreises, der die Ellipse im Lotfußpunkt berührt. Die Koordinaten des Mittelpunktes lauten
{\displaystyle {\begin{pmatrix}X_{M}\\Z_{M}\end{pmatrix}}={\begin{pmatrix}\varepsilon ^{2}a\cos ^{3}t\\-{\tilde {\varepsilon }}^{2}b\sin ^{3}t\end{pmatrix}}}
mit
- {\displaystyle t} – parametrische Breite, d. h., Punkte auf der Ellipse sind durch {\displaystyle \left({\begin{smallmatrix}a\cos t\\b\sin t\end{smallmatrix}}\right)} beschrieben
- {\displaystyle {\tilde {\varepsilon }}={\frac {\sqrt {a^{2}-b^{2}}}{b}}}

Damit gilt
{\displaystyle \tan \varphi ={\frac {Z+{\tilde {\varepsilon }}^{2}b\sin ^{3}t}{X-\varepsilon ^{2}a\cos ^{3}t}}}
Dies ist eine Iterationslösung, da {\displaystyle \varphi } und {\displaystyle t} über {\displaystyle \tan \varphi ={\frac {a}{b}}\tan t} in Beziehung stehen. Ein naheliegender Anfangswert wäre
{\displaystyle \tan t_{0}={\frac {a}{b}}{\frac {Z}{X}}}.
Mit dieser Wahl erreicht man nach einem Iterationsschritt eine Genauigkeit von
{\displaystyle \Delta \varphi \approx {\frac {3}{2}}\varepsilon ^{3}{\frac {ah^{2}}{(a+h)^{3}}}\sin ^{3}\varphi \cos ^{3}\varphi }.
Das heißt, auf der Erdoberfläche ergibt sich für {\displaystyle \varphi } ein maximaler Fehler von 0,00000003″ und das globale Maximum des Fehlers (bei {\displaystyle h=2a}) beträgt 0,0018″.
Bei günstiger Wahl von {\displaystyle t_{0}} kann auch der maximale Fehler für Punkte im Weltraum noch weiter reduziert werden. Mit
{\displaystyle \tan t_{0}={\frac {b}{a}}{\frac {Z}{X}}\left(1+{\tilde {\varepsilon }}{\frac {b}{\sqrt {X^{2}+Z^{2}}}}\right)}
ist durch einmaliges Einsetzen in die Iterationsformel der Winkel {\displaystyle \varphi } (für die Parameter der Erde) auf 0,0000001″ genau bestimmt (unabhängig vom Wert von {\displaystyle h}).

## Wichtige Referenzellipsoide
Die Form und Größe der in verschiedenen Regionen verwendeten Ellipsoide werden im Allgemeinen durch ihre große Halbachse {\displaystyle a} und die Abplattung {\displaystyle f} (engl. flattening) festgelegt. Ferner ist noch jener zentral gelegene „Fundamentalpunkt“ zu definieren, auf dem das Referenzellipsoid das Geoid berührt und ihm damit eine unzweideutige Höhenlage gibt. Beide Festlegungen zusammen werden „geodätisches Datum“ genannt.
Auch wenn zwei Länder dasselbe Ellipsoid verwenden (z. B. Deutschland und Österreich das Bessel-Ellipsoid), unterscheiden sie sich doch in diesem Zentralpunkt bzw. Fundamentalpunkt. Daher können sich die Koordinaten der gemeinsamen Grenzpunkte um bis zu einem Kilometer unterscheiden.
Die Achsen der Ellipsoide sind je nach der Region, aus deren Messungen sie bestimmt wurden, um bis zu 0,01 % verschieden. Die Genauigkeitssteigerung bei der Bestimmung der Abplattung {\displaystyle f=(a-b)/a} (Differenz der Ellipsoid-Achsen rund 21 km) hängt mit dem Start der ersten künstlichen Satelliten zusammen. Diese zeigten sehr deutliche Bahnstörungen bzgl. der Bahnen, die man vorausberechnet hatte. Anhand der Fehler konnte man zurückrechnen und die Abplattung genauer bestimmen.
| Ellipsoid                                 | Jahr | Große Halbachse a [Meter] | Kleine Halbachse b [Meter] | Numerus = 1/Abplattung (n = 1/f = a/(a−b)) | Anmerkungen                                              | EPSG-Code  |
| ----------------------------------------- | ---- | ------------------------- | -------------------------- | ------------------------------------------ | -------------------------------------------------------- | ---------- |
| Delambre, Frankreich                      | 1810 | 6 376 985                 |                            | 308,6465                                   | Pionierarbeit                                            |            |
| Schmidt                                   | 1828 | 6 376 804,37              |                            | 302,02                                     | Pionierarbeit                                            |            |
| G.B. Airy                                 | 1830 | 6 377 563,4               | 6 356 256,91               | 299,3249646                                |                                                          |            |
| Airy 1830 modifiziert                     | 1830 | 6 377 340,189             | 6 356 034,447              | 299,3249514                                |                                                          | EPSG::7002 |
| Everest (Indien)                          | 1830 | 6 377 276,345             |                            | 300,8017                                   |                                                          | EPSG::7015 |
| Bessel 1841                               | 1841 | 6 377 397,155             | 6 356 078,963              | 299,1528128                                | ideal angepasst in Eurasien; oft benutzt in Mitteleuropa | EPSG::7004 |
| Clarke                                    | 1866 | 6 378 206,400             |                            | 294,9786982                                | ideal angepasst in Asien                                 | EPSG::7008 |
| Clarke 1880 / IGN                         | 1880 | 6 378 249,17              | 6 356 514,99               | 293,4663                                   |                                                          | EPSG::7011 |
| Friedrich Robert Helmert                  | 1906 | 6 378 200,000             |                            | 298,3                                      |                                                          | EPSG::7020 |
| Australian Nat.                           |      | 6 378 160,000             |                            | 298,25                                     |                                                          | EPSG::7003 |
| Modif. Fischer                            | 1960 | 6 378 155,000             |                            | 298,3                                      |                                                          |            |
| Internat. 1924 Hayford                    | 1924 | 6 378 388,000             | 6 356 911,946              | 297,0                                      | ideal angepasst in Amerika bereits 1909 publiziert       | EPSG::7022 |
| Krassowski                                | 1940 | 6 378 245,000             | 6 356 863,019              | 298,3                                      |                                                          | EPSG::7024 |
| Internat. 1967 Luzern                     | 1967 | 6 378 165,000             |                            | 298,25                                     |                                                          |            |
| SAD69 (South America)                     | 1969 | 6 378 160,000             |                            | 298,25                                     |                                                          |            |
| WGS72 (World Geodetic System 1972)        | 1972 | 6 378 135,000             | ≈ 6 356 750,52             | 298,26                                     |                                                          | EPSG::7043 |
| GRS 80 (Geodätisches Referenzsystem 1980) | 1980 | 6 378 137,000             | ≈ 6 356 752,3141           | 298,257222101                              |                                                          | EPSG::7019 |
| WGS84 (World Geodetic System 1984)        | 1984 | 6 378 137,000             | ≈ 6 356 752,3142           | 298,257223563                              | für GPS-Vermessungen                                     | EPSG::7030 |

Das Bessel-Ellipsoid ist für Eurasien ideal angepasst, sodass sein „800-m-Fehler“ für die Geodäsie Europas günstig ist – ähnlich wie die gegenteiligen 200 m des Hayford-Ellipsoids (nach John Fillmore Hayford) für Amerika.
Für viele Staaten Mitteleuropas ist das Bessel-Ellipsoid wichtig, ferner die Ellipsoide von Hayford und Krassowski (Schreibweise uneinheitlich), und für GPS-Vermessungen das WGS84.
Die Resultate von Delambre und von Schmidt sind Pionierarbeiten und beruhen auf nur begrenzten Messungen. Hingegen entsteht der große Unterschied zwischen Everest (Asien) und Hayford (Amerika) durch die geologisch bedingte Geoid-Krümmung verschiedener Kontinente. Einen Teil dieses Effekts konnte Hayford durch mathematische Reduktion der Isostasie eliminieren, sodass man dessen Werte damals für besser hielt als die europäischen Vergleichswerte.